# Зырн (князь)
Зырн (Зырян) — воевода, сотник коми-пермяцкого князя Михаила Ермолаевича, правителя Великопермского княжества.

## Этимология имени
Имя Зырн (Зырян) говорит о происхождении его носителя из северных коми, коми-зырян.

## Летописные сведения
Участвовал в Вымском восстании в 1443 году. В 1447 году бежал из Усть-Выми в Пермь Великую, и основал там свой городок Вильгорт. В 60-х годах сопротивлялся сбору дани, а в 1468 ограбил данников Князя Михаила Ермолаевича и коней отнял. В 1472 после Битвы под Вильгортом сдался русским войскам в Искоре. 
"Воевода Зырн, пришед в Искор, обороняться не стал, понеже город тот не его был".
После этого Зырян переходит в русское подданство и принимает православную веру. Также он участвует в Русско-Казанской войне (1478), в Русско-Ливонской войне (1480-1481) и в Югорском походе (1483-1485).

## Землевладения
Согласно предположению соликамского краеведа Г. А. Бординских Зырн был представителем коми-пермяцкой племенной аристократии (эксаем) и наследственно управлял частью территории Великопермского княжества с центром в городке Вильгорт.

## Зырн в искусстве
- Сотник является одним из основных персонажей романа А. В. Иванова «Сердце Пармы».